# 福岡市立内浜中学校
福岡市立内浜中学校（ふくおかしりつ うちはまちゅうがっこう）は、福岡県福岡市西区内浜一丁目にある公立中学校。通称「内中（うっちゅう）」。うっちゅういち(宇宙一）の学校を目指している

## 沿革

### 経緯
- 福岡市西部の人口増加に伴い、姪浜中学校、壱岐中学校、西陵中学校より分離し開校した。

### 概要
- 1980年4月1日 - 姪浜中学校、壱岐中学校、西陵中学校から分離し開校
- 1987年4月1日 - 下山門中学校を分離

## 通学区域
- 内浜小学校 通学区域
  - 内浜一丁目、二丁目
  - 小戸三丁目、四丁目、五丁目
  - 姪の浜五丁目

- 福重小学校 通学区域
  - 福重団地
  - 福重一丁目、二丁目、三丁目、四丁目、五丁目
  - 姪浜駅南二丁目の一部

- 姪浜小学校 通学区域の一部
  - 愛宕南一丁目、二丁目
  - 姪浜駅南一丁目、二丁目の一部、三丁目、四丁目

- 姪北小学校 通学区域の一部
  - 姪の浜四丁目の一部

## 主な出身者
- 野球YouTuber向（YouTuber）

・原沙知絵
・森雄大